# Рей-Сіті (Джорджія)
Рей-Сіті (англ. Ray City) — місто (англ. city) в США, в окрузі Беррієн штату Джорджія. Населення — 956 осіб (2020).

## Географія
Рей-Сіті розташований за координатами 31°4′32″ пн. ш. 83°11′49″ зх. д. / 31.07556° пн. ш. 83.19694° зх. д. (31.075655, -83.196853).  За даними Бюро перепису населення США в 2010 році місто мало площу 2,31 км², уся площа — суходіл.

## Демографія
Згідно з переписом 2010 року, у місті мешкало 1090 осіб у 408 домогосподарствах у складі 277 родин. Густота населення становила 472 особи/км².  Було 474 помешкання (205/км²).
Расовий склад населення:
| - 71,5 % — білих - 21,0 % — чорних або афроамериканців - 0,6 % — корінних американців - 0,4 % — азіатів - 4,0 % — осіб інших рас |

До двох чи більше рас належало 2,6 %. Частка іспаномовних становила 6,1 % від усіх жителів.
За віковим діапазоном населення розподілялося таким чином: 30,4 % — особи молодші 18 років, 60,2 % — особи у віці 18—64 років, 9,4 % — особи у віці 65 років та старші. Медіана віку мешканця становила 30,3 року. На 100 осіб жіночої статі у місті припадало 93,3 чоловіків;  на 100 жінок у віці від 18 років та старших — 87,4 чоловіків також старших 18 років.
Середній дохід на одне домашнє господарство  становив 37 163 долари США (медіана — 25 000), а середній дохід на одну сім'ю — 45 286 доларів (медіана — 36 354). Медіана доходів становила 30 385 доларів для чоловіків та 33 417 доларів для жінок. За межею бідності перебувало 32,6 % осіб, у тому числі 34,9 % дітей у віці до 18 років та 41,2 % осіб у віці 65 років та старших.
Цивільне працевлаштоване населення становило 420 осіб. Основні галузі зайнятості: мистецтво, розваги та відпочинок — 19,3 %, роздрібна торгівля — 18,6 %, освіта, охорона здоров'я та соціальна допомога — 17,6 %.